# Инвентаризация
Инвентариза́ция — это проверка наличия имущества организации и состояния её финансовых обязательств на определённую дату путём сличения фактических данных с данными бухгалтерского учёта. Это основной способ фактического контроля за сохранностью имущественных ценностей и средств.
Нормативным документом, регламентирующим порядок и правила проведения инвентаризации в российских организациях, является Методические указания по инвентаризации имущества и финансовых обязательств. Вопросы, не урегулированные указанной инструкцией, могут раскрываться в локальных нормативных актах по организации внутреннего контроля. Многие организации проводят инвентаризацию ежемесячно или ежеквартально, но все предприятия должны проводить инвентаризацию ежегодно.

## Понятие и виды инвентаризации имущества
Основная цель инвентаризации — выявление фактического наличия имущества предприятия и сопоставление с данными бухгалтерского учёта. Инвентаризация проводится путём пересчёта, измерения, взвешивания материальных ценностей:
- на складах (склады сырья, продовольствия, горюче-смазочных материалов, готовой продукции, товаров; аптеки, библиотеки и т. п.)
- в производстве,
- на торговых площадях,
- в кассах.

При этом инвентаризации подвергаются следующие объекты бухгалтерского учёта:
- основные средства,
- материальные запасы,
- готовая продукция,
- товары в торговой сети,
- наличные денежные средства,
- ценные бумаги и денежные документы.

Также проведение инвентаризации помогает достигать ряда побочных целей:
- контроль выполнения правил по обеспечению сохранности товарно-материальных ценностей,
- выявление товарно-материальных ценностей с истёкшим или истекающим сроком годности; испорченных,
- выявление неиспользуемых материальных ценностей с целью их реализации.

Инвентаризации могут быть сплошными (полными) или выборочными (частичными). Также инвентаризации делятся на плановые (проводимые по графику) и внезапные.
Требования к проведению инвентаризации в России:
- внезапность (для материально-ответственного лица)[2],
- комиссионность (проведение комиссией),
- действительность (реальный пересчёт инвентаризуемого имущества),
- непрерывность,
- обязательное участие материально-ответственного лица.

Инвентаризация может являться объектом аутсорсинга. Сторонние специализированные компании имеют свою технологию и методологию проведения инвентаризации, специализированное дорогостоящее программное обеспечение и оборудование, а также профессионально обученный штат специалистов, оплата труда которых бывает ниже, чем оплата складских и офисных сотрудников, которые часто привлекаются на инвентаризации.

## Когда назначается инвентаризация (Россия)
Количество инвентаризаций в году, время их проведения, объекты инвентаризации устанавливаются руководителем предприятия в приказе об учётной политике либо отдельным приказом. Согласно законодательству о бухгалтерском учёте предусмотрены случаи обязательного проведения инвентаризации:
- ежегодно в четвёртом квартале перед составлением годовой бухгалтерской отчётности,
- при продаже имущества, сдаче в аренду,
- при смене материально-ответственного лица,
- при выявлении фактов хищений, злоупотреблений или порчи имущества,
- после стихийного бедствия, пожара, аварии и т. п.
- при реорганизации или ликвидации предприятия.

Внезапную инвентаризацию целесообразно назначать при наличии данных:
- о фактах обмана потребителей,
- о фактах присвоения ценностей,
- о фактах изготовления неучтённой продукции,
- о фактах неучтённых продаж,
- о фактах уничтожения имущества и т. п.

## Подготовка к проведению инвентаризации
Инвентаризация организуется на основании письменного приказа руководителя организации. Для её проведения создаётся комиссия не менее трёх человек. В состав комиссии могут, в частности, быть включены специалисты необходимого профиля (бухгалтер, товаровед, технолог), представители службы внутреннего контроля предприятия.
При проведении инвентаризации в рамках документальной ревизии в состав комиссии обычно включается представитель ревизионной группы. Если инвентаризация проводится по инициативе правоохранительных органов, то их представитель может присутствовать при её проведении, но в состав комиссии не включается. Присутствие всех членов комиссии при непосредственном пересчёте имущества обязательно, отсутствие хотя бы одного из них может служить основанием для признания итогов инвентаризации недействительными. Также обязательно присутствие материально-ответственного лица. Даже в случае, когда материально-ответственное лицо находится под арестом, правоохранительные органы обеспечивают его доставку, в противном случае результаты инвентаризации не будут иметь юридической силы.
На инвентаризационную комиссию возложена ответственность:
- за своевременность и соблюдение порядка инвентаризации в соответствии с приказом руководителя предприятия,
- за полноту и точность внесения в описи данных о фактических остатках товарно-материальных ценностей,
- за правильность указаний в описях отличительных признаков товарно-материальных ценностей (тип, сорт, марка, размер, артикул и т. п.),
- за правильность и своевременность оформления результатов инвентаризации.

Перед началом инвентаризации комиссия:
1. получает из бухгалтерии учётные данные (книжные остатки) по наличию проверяемых товарно-материальных ценностей,
2. проверяет весовое и измерительное оборудование,
3. опечатывает все места хранения материальных ценностей (чтобы у материально-ответственного лица не было возможности утаить излишки; если инвентаризация внезапная, то материально-ответственное лицо узнаёт о её начале только на этом этапе),
4. предлагает материально-ответственному лицу провести по учёту все непроведённые приходно-расходные документы; председатель комиссии расписывается на каждом из этих документов (чтобы потом нечаянно не появились новые),
5. на предприятии розничной торговли — снимает кассу и определяет выручку текущего дня,
6. отбирает у материально-ответственного лица расписку о готовности к сличению остатков (о том, что все приходные и расходные документы проведены и нет имущества, находящегося отдельно, в других местах хранения).

## Порядок пересчёта имущества
Непосредственно инвентаризация заключается в полном пересчёте имущества и сличении фактического количества с учётным (взятым в бухгалтерии). При этом подсчёт товарно-материальных ценностей проводится в порядке расположения в помещении. Проводить пересчёт в порядке следования по описи нельзя — таким образом не будут выявлены излишки того товара, остаток которого по учёту нулевой. Материалы, учитывающиеся по массе, взвешиваются, по объёму и длине — измеряются, при необходимости делается поправка на температуру окружающего воздуха. Сельскохозяйственная продукция, заложенная на хранение в овощехранилище либо навалом в бурты, может инвентаризоваться расчётным путём исходя из установленных для каждого вида овощей и плодов нормативов перевода объёма в весовые единицы.
Материалы и товары, находящиеся в неповреждённой заводской упаковке, могут полностью не пересчитываться, но выборочно часть упаковок вскрывается и проверяется наличие содержимого и его соответствие надписи на упаковке. Если обнаруживаются разногласия, необходимо вскрыть все упаковки. При необходимости проверяется комплектность. Наличные денежные средства и ценные бумаги пересчитываются полистно, монета — по кружка́м (монету в большом количестве допускается взвешивать). Целесообразно предусмотреть в договоре о полной материальной ответственности требование о том, что материально-ответственное лицо не имеет право хранить на складе постороннее имущество, не числящееся по учёту (личные вещи и т. п.).

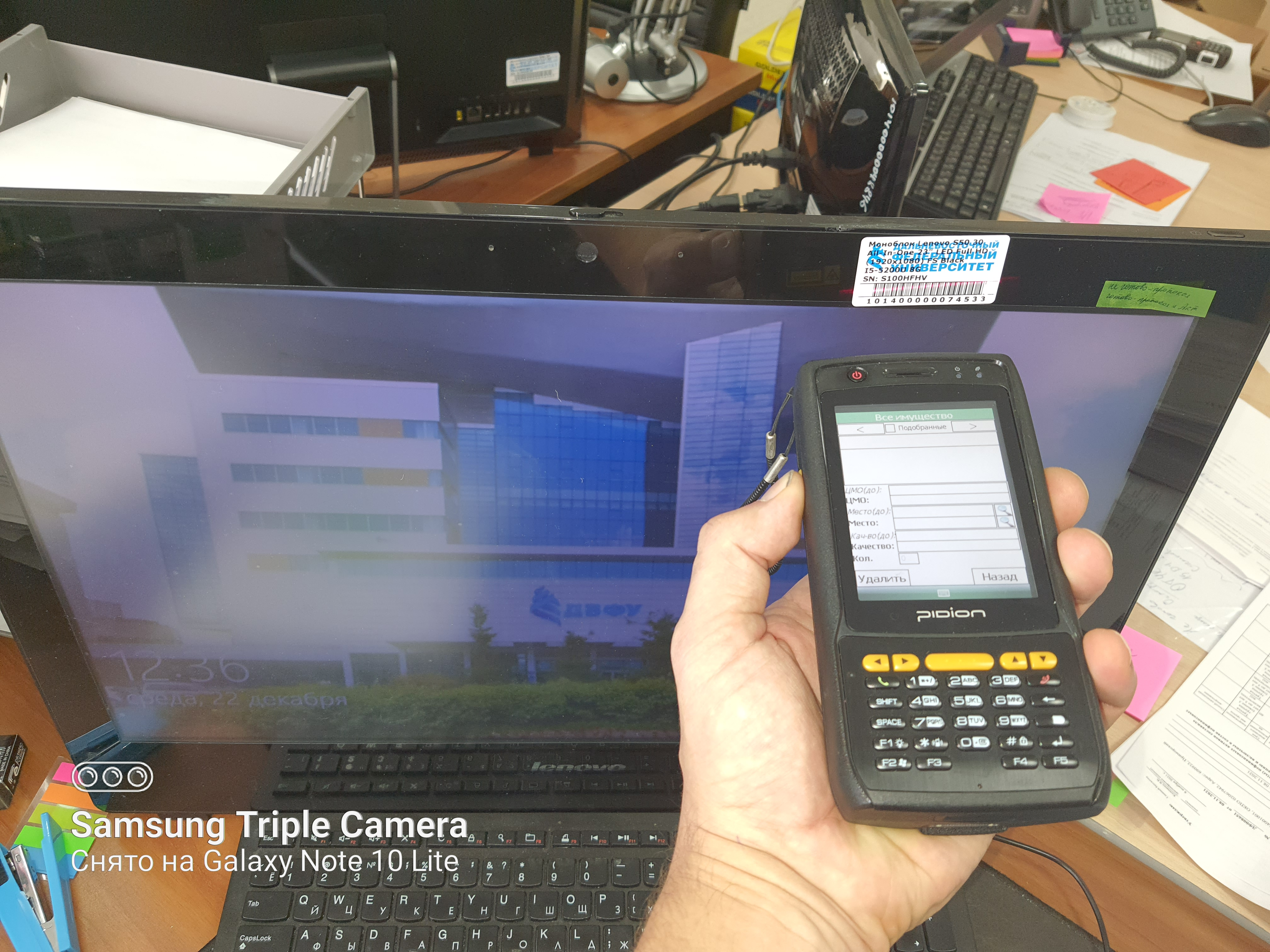
Инвентаризация инвентаря ТСД Pidion BIP-6000-C в ДВФУ

Если на предприятии учётной политикой стандартизировано этикетирование объектов нефинансовых активов, включающее такие элементы, как штрих-код или rfid-метки, допускается автоматизированный сбор данных. Для этого могут применяться специализированные терминалы сбора данных (ТСД) либо персональный компьютер с подключенными считывателями, либо смартфоны со специализированным предустановленным программным обеспечением. Терминал сбора данных, работающий с rfid и nfc, не требует визуального контакта с меткой, грязь и потертость на поверхности метки не влияют на качество считывания.
По ходу проверки данные заносятся в инвентаризационную опись. Она может быть заранее изготовлена бухгалтерией и уже содержать книжные остатки по имеющимся видам имущества. Запрещено данные о фактическом наличии материальных ценностей заносить в опись без фактического пересчёта (на основании книжных остатков, со слов материально-ответственного лица и т. п.). Результатом автоматизированной обработки могут быть описи, либо протокол сплошной инвентаризации, обрабатываемый в дальнейшем в ручном режиме.
На время проведения инвентаризации все операции по приходу и расходу инвентаризуемых ценностей прекращаются, доступ посторонних лиц в помещение не допускается. Инвентаризация проводится непрерывно. На время перерывов (на обед, на ночь) места хранения опечатываются председателем инвентаризационной комиссии, ключ от помещения остаётся у материально-ответственного лица («правило ключа и пломбира»). Это не позволяет попасть в помещение ни материально-ответственному лицу в отсутствие председателя комиссии, ни председателю комиссии без материально-ответственного лица. Описи запираются в сейф, который также опечатывается председателем инвентаризационной комиссии.

## Инвентаризационная опись (Россия)
Инвентаризационная опись составляется как минимум в двух экземплярах. Первый экземпляр остаётся у материально-ответственного лица, второй экземпляр поступает в бухгалтерию. Если инвентаризация проводилась по требованию правоохранительных органов, то третий экземпляр описи направляется в этот орган.
Типовые утверждённые формы инвентаризационной описи различаются в зависимости от вида ценностей. Тем не менее, инвентаризационная опись должна содержать ряд необходимых реквизитов:
1. В начале описи:
  - Наименование организации.
  - Место хранения.
  - Состав инвентаризационной комиссии.
  - Фамилия, имя и отчество материально-ответственного лица.
  - Дата и время начала и окончания инвентаризации.
  - Расписка материально-ответственного лица о готовности к проведению пересчёта.
2. Тело таблицы:
  1. Номер по порядку.
  2. Номенклатурный номер.
  3. Наименование.
  4. Сорт, артикул.
  5. Единица измерения.
  6. Цена за единицу.
  7. Состоит по учёту, количество.
  8. Состоит по учёту, сумма. (графы до этой включительно могут заполняться заранее, бухгалтерией предприятия)[18]
  9. Фактически оказалось, количество. (графа заполняется непосредственно во время пересчёта)
  10. Фактически оказалось, сумма.
  11. Недостача, количество.
  12. Недостача, сумма.
  13. Излишек, количество.
  14. Излишек, сумма. (эти графы могут быть подсчитаны и заполнены сразу после пересчёта имущества, в присутствии материально-ответственного лица)
3. В конце каждой страницы описи:
  - Количество строк прописью (например, «Всего пятнадцать наименований»).
  - Итоги по всем колонкам, в том числе, и по количественным (сложение штук с погонными метрами и килограммами физического смысла не имеет, однако запись такой суммы внизу столбца служит для затруднения подделки описи)
  - Подписи всех членов инвентаризационной комиссии.
  - Подпись материально-ответственного лица.
4. В конце описи:
  - В конце таблицы предусматривается несколько свободных строк для внесения возможных излишков тех видов ценностей, которые вообще не числятся по учёту.
  - Количество строк прописью по всей описи.
  - Итоги по всем колонкам по всей описи.
  - Подписи всех членов инвентаризационной комиссии.
  - Подпись материально-ответственного лица.
  - Расписка материально-ответственного лица (ещё одна !) о том, что всё имущество пересчитано в его присутствии и оно не имеет претензий к членам инвентаризационной комиссии по правильности пересчёта.
  - Если инвентаризация проводится в связи со сменой материально-ответственного лица, подпись нового материально-ответственного лица о принятии имущества под свою ответственность[19].

## Определение и оформление результатов инвентаризации
Заключительным этапом инвентаризации является определение её результатов. Возможны следующие варианты:
- совпадение учётных и фактических остатков,
- недостача (превышение учётных остатков над фактическими),
- излишки (превышение фактического остатка над учётным),
- пересортица (имущество одного наименования, но разных сортов находится одновременно в излишке и недостаче).

Результат инвентаризации определяется отдельно по каждому виду имущества. Возможна (и весьма вероятна) ситуация недостачи по одной позиции инвентаризационной описи и излишков по другой. В этом случае итог подводится отдельно, недостача одного вида имущества не может погашаться излишками другого вида.
Выявленная в результате инвентаризации недостача возмещается материально ответственным лицом на основании договора о полной материальной ответственности. Излишки приходуются на склад, их стоимость учитывается как доход организации.
Особой ситуацией является пересортица (например недостача 5 ящиков яблок сорта Симиренко и излишек того же количества яблок сорта Боровинка). Зачёт пересортицы допускается (однако не является обязательным, оставаясь на усмотрении администрации предприятия) только в случаях, если недостача и излишки выявлены:
- в отношении товарно-материальных ценностей, визуально схожих до степени смешения (например, тушёнка говяжья и свиная в однотипных консервных банках),
- в отношении товарно-материальных ценностей одного наименования (например, зелёный горошек и сгущённое молоко не могут быть подвергнуты пересортице даже в том случае, если они выпущены в консервных банках одинакового размера и схожей раскраски),
- в один и тот же период (от предыдущей инвентаризации до текущей),
- у одного материально-ответственного лица (то есть в одном месте хранения),
- в одинаковых количествах (недостача одного вида имущества (по количеству, а не по сумме), равна излишкам другого).

В случае если пересортице подверглись виды имущества одного наименования, но имеющие разную цену, разница между их стоимостью расценивается как недостача или излишек с принятием соответствующих решений.
Недостача имущества (в основном, продовольствия; а также горюче-смазочных материалов, химической продукции и некоторых видов строительных материалов) может объясняться естественной убылью (усушка, утруска, раскрошка, утечка, улетучивание, распыл). Отметим, что естественная убыль — это уменьшение количества продукта по естественным физическим причинам при соблюдении условий хранения, но не в результате порчи. На все виды продуктов приказами соответствующих министерств определены нормы естественной убыли при хранении, перевозке, разгрузке, реализации через торговую сеть. При этом нормы естественной убыли применяются лишь к продуктам, учитываемым по массе (а не поштучно). В пределах указанных норм естественная убыль продуктов может быть списана как расход предприятия.
Однако важно понимать, что естественную убыль нельзя принимать к учёту расчётным порядком. Установленные нормы естественной убыли являются не обязательными, а максимально разрешёнными. В бухгалтерском учёте отражается только реальная (установленная инвентаризацией) недостача продукта в пределах норм естественной убыли (такая недостача может быть меньше нормы или её может вообще не быть). В практике имеют место случаи, когда материально-ответственные лица скрывают экономию естественной убыли и за счёт этого совершают хищения.
Для оформления зачёта пересортицы, списания естественной убыли и окончательного подведения итогов инвентаризации используется сличительная ведомость. Этот документ оформляется бухгалтерией на основании инвентаризационной описи и служит для проведения по учёту результатов инвентаризации. В условиях организации розничной торговли, когда нет возможности вывести книжные остатки по каждому виду товара, недостача или излишек определяется в суммовом выражении. В этом случае вместо инвентаризационной описи и сличительной ведомости составляется акт результатов инвентаризации.
Недостача сама по себе, сколь крупной она бы ни была, не является уголовно или административно наказуемым деянием (может быть предусмотрена только дисциплинарная или материальная ответственность). Тем не менее, материалы инвентаризации могут иметь доказательственное значение в случаях хищений или иных злоупотреблений. Что же касается репутации материально-ответственного лица, принято считать, что «излишки хуже недостачи», поскольку недостача сама по себе может говорить лишь о невнимательности, регулярные же обнаружение излишков свидетельствует о намеренном их создании, возможно с целью хищения.

## Инвентаризация финансовых обязательств
Под инвентаризацией финансовых обязательств понимается подтверждение аналитических остатков по следующим счетам бухгалтерского учёта:
- расчёты с поставщиками и подрядчиками,
- расчёты с покупателями и заказчиками,
- расчёты с кредитно-финансовыми организациями,
- расчёты с прочими дебиторами и кредиторами.

Инвентаризация финансовых обязательств проводится путём осуществления сверки взаиморасчётов со всеми контрагентами, то есть сличения данных о задолженности на текущую дату в учёте одной и второй организации. При этом составляется акт сверки взаиморасчётов за подписями ответственных лиц обеих организаций, где фиксируется сумма задолженности.
В случае разногласий по этой сумме, акт составляется в более подробной форме, где отражаются все операции по возникновению, погашению и изменению суммы задолженности. Эти данные проверяются по учёту каждой стороны — за период с даты предыдущей сверки взаиморасчётов. Таким образом находится ошибка в учёте одного из контрагентов, ошибка исправляется и акт сверки подписывается в урегулированном виде.